# Блумінгтон (містечко, Вісконсин)
Блумінгтон (англ. Bloomington) — місто (англ. town) в США, в окрузі Грант штату Вісконсин. Населення — 331 особа (2020).

## Демографія
Згідно з переписом 2010 року, у місті мешкало 350 осіб у 135 домогосподарствах у складі 97 родин. Було 189 помешкань
Расовий склад населення:
| - 95,7 % — білих - 3,7 % — осіб інших рас |

До двох чи більше рас належало 0,6 %. Частка іспаномовних становила 4,9 % від усіх жителів.
За віковим діапазоном населення розподілялося таким чином: 24,3 % — особи молодші 18 років, 62,3 % — особи у віці 18—64 років, 13,4 % — особи у віці 65 років та старші. Медіана віку мешканця становила 45,0 року. На 100 осіб жіночої статі у місті припадало 125,8 чоловіків;  на 100 жінок у віці від 18 років та старших — 119,0 чоловіків також старших 18 років.
Середній дохід на одне домашнє господарство  становив 68 039 доларів США (медіана — 60 625), а середній дохід на одну сім'ю — 78 706 доларів (медіана — 64 625). Медіана доходів становила 37 386 доларів для чоловіків та 38 750 доларів для жінок. За межею бідності перебувало 7,6 % осіб, у тому числі 6,1 % дітей у віці до 18 років та 1,7 % осіб у віці 65 років та старших.
Цивільне працевлаштоване населення становило 233 особи. Основні галузі зайнятості: сільське господарство, лісництво, риболовля — 26,6 %, освіта, охорона здоров'я та соціальна допомога — 25,3 %, виробництво — 9,4 %, будівництво — 8,6 %.